# شركة تنمية ووترفرونت

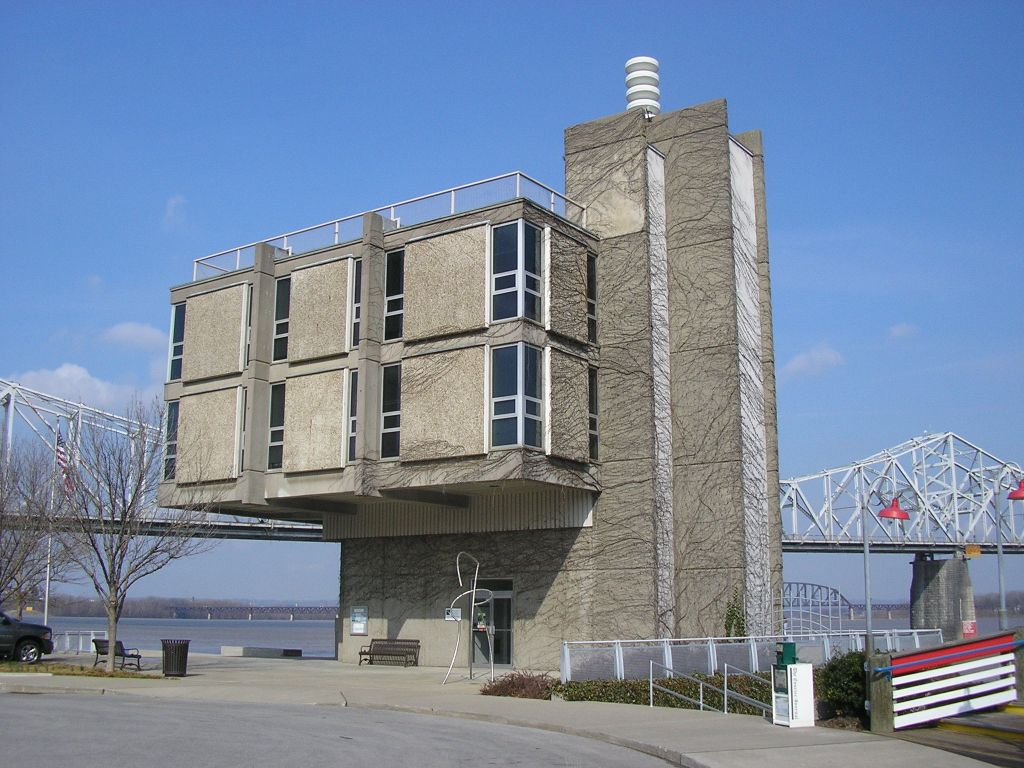
المقر الرئيسي للشركة

شركة تنمية ووترفرونت (WDC) في لويزفيل ، كنتاكي هي شركة غير ربحية / مساهمة تم إنشاؤها بواسطة جمعية كنتاكي العامة في عام 1986.
لسنوات عديدة قبل تأسيس شركة تنمية ووترفرونت في عام 1986، كان القادة السياسيون في لويزفيل يأملون أن يفعلوا شيئًا حيال ما كان ينظر إليه الكثير من المجتمع على أنه مناطق صناعية غير جذابة وحقول بنية على طول نهر أوهايو في منطقة وسط المدينة. بسبب ضغوط السياسة والتركيبة المتغيرة باستمرار لأفكار القيادة السياسية و / أو خطط تنشيط المنطقة، غالبًا ما تتغير. سعى قادة المجتمع إلى إنشاء كيان يكون بمعزل عن السياسة الانتخابية ، وبالتالي يكون حرًا في تفعيل رؤية مجتمعية طويلة المدى لإعادة تنشيط لويزفيل ريفرفرونت. أدى اتفاق لتوفير تمويلٍ متساوٍ بين حكومات لويزفيل ومقاطعة جيفرسون وكومنولث كنتاكي إلى إنشاء شركة تنمية ووترفرونت.
تدير شركة تنمية ووترفرونت جهود تنشيط الواجهة النهرية في وسط المدينة، والتي يتمثل محورها في لويزفيل ووترفرونت بارك على ضفاف نهر أوهايو. منذ بداية مواد التأسيس، كان مجلس إدارة الشركة مؤلّفاً من خمسة عشر عضوًا. في البداية ، تم تعيين مجلس الإدارة بالتساوي بين الحكومات الثلاث؛ تغير هذا الهيكل مع اندماج لويزفيل، حكومة مقاطعة جيفرسون. يتكون هيكل ما بعد الاندماج من تسعة تعيينات من حكومة المدينة وستة من حكومة الولاية.
بعد تحديد أن حديقة وسط المدينة كانت خيار إعادة التطوير المفضل لدى الجمهور ، طلب مجلس الإدارة مؤهلات لإنشاء خطة رئيسية. بعد عملية مراجعة مطولة لعشرات الطلبات المقدمة، اختار مجلس الإدارة هارجريفز أسوشيتس لإنشاء خطة ووتر فرونت بارك يار خطة هارجريفز باعتبارها التقديم الذي يربط المدينة بشكل أفضل بالعودة إلى جذورها على طول نهر أوهايو، ومثالٌ على ذلك متنزهُ «جريت لون» الذي يربط شبكة المدينة بالنهر. يكسر جريت ليك مما يخلق مساحة مفتوحة بين النهر وشارع ويزرسبونس.
تتضمن مهمة المؤسسة المكونة من ثلاثة أجزاء الإشراف على تصميم وبناء ووتر فرونت بارك، وتشغيل الحديقة / تنسيق الحدث، وصيانة المنتزه. تدير WDC أيضًا مراجعة التصميم للخصائص داخل مقاطعة ووترفرونت (مراجعة تراكب الواجهة البحرية أو مقاطعة WRO).